# Cúp bóng đá Bulgaria 1961–62
Cúp bóng đá Bulgaria 1961–62 là mùa giải thứ 22 của Cúp bóng đá Bulgaria (trong giai đoạn này có tên là Cúp Quân đội Xô-viết). Botev Plovdiv giành chức vô địch khi đánh bại Dunav Ruse 3–0 trong trận chung kết tại Vasil Levski National Stadium.

## Vòng Một
| Đội 1               | Tổng       | Đội 2                   | Lượt đi | Lượt về |
| ------------------- | ---------- | ----------------------- | ------- | ------- |
| CSKA Sofia          | 13–0       | Petar Bonev Perushtitsa | 13–0    | 0–0     |
| Lokomotiv Plovdiv   | 2–3        | Dobrudzha Dobrich       | 1–0     | 1–3     |
| Dimitrovgrad        | 2–4        | Slavia Sofia            | 1–1     | 1–3     |
| Levski Karlovo      | 2–5        | Botev Plovdiv           | 1–1     | 1–4     |
| Spartak Pleven      | 1–0        | Akademik Svishtov       | 1–0     | 0–0     |
| Shumen              | 0–6        | Cherno More Varna       | 0–1     | 0–5     |
| Botev Vratsa        | 3–2        | Lokomotiv Sofia         | 2–0     | 1–2     |
| Spartak Sofia       | 1–1 (4–3p) | Rozova Dolina           | 1–1     | 0–0     |
| Spartak Plovdiv     | 8–3        | Tundzha Yambol          | 7–0     | 1–3     |
| Minyor Kyustendil   | 1–8        | Minyor Pernik           | 1–3     | 0–5     |
| Arda Kardzhali      | 5–8        | Beroe Stara Zagora      | 3–4     | 2–4     |
| Raketa Gabrovnitsa  | 1–5        | Bdin Vidin              | 0–1     | 1–4     |
| Belasitsa Petrich   | 1–7        | Marek Dupnitsa          | 1–2     | 0–5     |
| Spartak Varna       | 5–0        | Dorostol Silistra       | 1–0     | 4–0     |
| Yantra Gabrovo      | 2–6        | Levski Sofia            | 2–4     | 0–2     |
| DTK Parvi May Varna | 0–3        | Dunav Ruse              | 0–2     | 0–1     |

## Vòng Hai
| Đội 1              | Tổng       | Đội 2             | Lượt đi | Lượt về |
| ------------------ | ---------- | ----------------- | ------- | ------- |
| Beroe Stara Zagora | 2–1        | Spartak Varna     | 1–0     | 1–1     |
| Minyor Pernik      | 4–5        | Spartak Plovdiv   | 4–2     | 0–3     |
| Bdin Vidin         | 0–1        | Levski Sofia      | 0–1     | 0–0     |
| Botev Plovdiv      | 3–1        | Spartak Pleven    | 2–0     | 1–1     |
| Slavia Sofia       | 4–4 (4–5p) | Marek Dupnitsa    | 3–1     | 1–3     |
| Spartak Sofia      | 4–2        | Dobrudzha Dobrich | 2–1     | 2–1     |
| Dunav Ruse         | 4–2        | Botev Vratsa      | 3–0     | 1–2     |
| Cherno More Varna  | 3–2        | CSKA Sofia        | 3–0     | 0–2     |

## Tứ kết
| Đội 1             | Tổng       | Đội 2              | Lượt đi | Lượt về |
| ----------------- | ---------- | ------------------ | ------- | ------- |
| Levski Sofia      | 2–5        | Spartak Plovdiv    | 2–0     | 0–5     |
| Marek Dupnitsa    | 2–2 (0–5p) | Beroe Stara Zagora | 1–2     | 1–0     |
| Cherno More Varna | 1–2        | Dunav Ruse         | 1–1     | 0–1     |
| Botev Plovdiv     | 6–4        | Spartak Sofia      | 3–2     | 3–2     |

## Bán kết
| Đội 1              | Tổng | Đội 2           | Lượt đi | Lượt về |
| ------------------ | ---- | --------------- | ------- | ------- |
| Botev Plovdiv      | 5–2  | Spartak Plovdiv | 1–1     | 4–1     |
| Beroe Stara Zagora | 1–4  | Dunav Ruse      | 1–1     | 0–3     |

## Chung kết

### Chi tiết
| Botev Plovdiv                                     | 3−0 | Dunav Ruse |
| ------------------------------------------------- | --- | ---------- |
| Dermendzhiev 33' · Haralampiev 53' · Chakarov 76' |     |            |

| Botev | Dunav |